# Nemestrinus reticulatus
Nemestrinus reticulatus är en tvåvingeart som beskrevs av Pierre André Latreille 1802. Nemestrinus reticulatus ingår i släktet Nemestrinus och familjen Nemestrinidae. Inga underarter finns listade i Catalogue of Life.